# Ctimene trispilata
Ctimene trispilata là một loài bướm đêm trong họ Geometridae.